# Yue Fei
En aquest nom xinès, el cognom és Yue.
Yue Fei (Tangyin, Henan, 24 de març de 1103 - Hangzhou, Zhejiang, 27 de gener de c. 1141 o 1142) fou un heroi nacional xinès.
General de les forces de Kaocong, darrer príncep de la dinastia Song del Sud (1127-62), vencé diverses vegades els invasors Jin, però en plena glòria fou arrestat sota l'acusació de ser una amenaça pel tron de l'emperador, acusacions fetes per un general gelós i un ministre traïdor i fou condemnat a mort
La seva tomba, en el temple de Yue Fei a Hangzhou, és un santuari nacional.